# Peyrins
Peyrins est une commune française située dans le département de la Drôme, en région Auvergne-Rhône-Alpes.

## Géographie

### Localisation
Peyrins est située à 6 km au nord de Romans-sur-Isère (chef-lieu du canton). Valence se trouve à 25 km, Grenoble à 82 km, Lyon à 108 km.

### Relief et géologie
Sites particuliers :
- Combe Chatain
- Combe de la Barnière
- Combe de Nouvelle
- Combe de Riel
- Combe du Ravi
- Combe Jacquet
- Combe Layard
- Combe Saint-Martin
- l'Enfer (271 m)
- Montachar (331 m)
- Mont Peyroux (274 m)
- Saint-Eusèbe (261 m)
- Saint-Martin (308 m)

### Hydrographie
La commune est arrosée par les cours d'eau suivants :
- la Petite Choranche ;
- la Savasse ;
- le Chalon ;
- Ruisseau des Étangs.

### Climat
Pour des articles plus généraux, voir Climat d'Auvergne-Rhône-Alpes et Climat de la Drôme.
En 2010, le climat de la commune est de type climat du Bassin du Sud-Ouest, selon une étude du Centre national de la recherche scientifique s'appuyant sur une série de données couvrant la période 1971-2000. En 2020, Météo-France publie une typologie des climats de la France métropolitaine dans laquelle la commune est exposée à un climat de montagne ou de marges de montagne et est dans la région climatique  Moyenne vallée du Rhône, caractérisée par un bon ensoleillement en été (fraction d’insolation > 60 %), une forte amplitude thermique annuelle (4 à 20 °C), un air sec en toutes saisons, orageux en été, des vents forts (mistral), une pluviométrie élevée en automne (250 à 300 mm). 
Pour la période 1971-2000, la température annuelle moyenne est de 12,3 °C, avec une amplitude thermique annuelle de 17,7 °C. Le cumul annuel moyen de précipitations est de 916 mm, avec 8,2 jours de précipitations en janvier et 5,8 jours en juillet. Pour la période 1991-2020, la température moyenne annuelle observée sur la station météorologique de Météo-France la plus proche, « Romans_sapc », sur la commune de Romans-sur-Isère à 5 km à vol d'oiseau, est de 13,1 °C et le cumul annuel moyen de précipitations est de 876,7 mm,. Pour l'avenir, les paramètres climatiques de la commune estimés pour 2050 selon différents scénarios d'émission de gaz à effet de serre sont consultables sur un site dédié publié par Météo-France en novembre 2022.

## Urbanisme

### Typologie
Au 1er janvier 2024, Peyrins est catégorisée ceinture urbaine, selon la nouvelle grille communale de densité à 7 niveaux définie par l'Insee en 2022.
Elle appartient à l'unité urbaine de Romans-sur-Isère, une agglomération intra-départementale dont elle est une commune de la banlieue,. Par ailleurs la commune fait partie de l'aire d'attraction de Romans-sur-Isère, dont elle est une commune de la couronne,. Cette aire, qui regroupe 30 communes, est catégorisée dans les aires de 50 000 à moins de 200 000 habitants,.

### Occupation des sols
L'occupation des sols de la commune, telle qu'elle ressort de la base de données européenne d’occupation biophysique des sols Corine Land Cover (CLC), est marquée par l'importance des territoires agricoles (65,1 % en 2018), en diminution par rapport à 1990 (67,7 %). La répartition détaillée en 2018 est la suivante : zones agricoles hétérogènes (52,7 %), forêts (29,6 %), terres arables (7,9 %), zones urbanisées (5,4 %), prairies (3,5 %), cultures permanentes (1 %). L'évolution de l’occupation des sols de la commune et de ses infrastructures peut être observée sur les différentes représentations cartographiques du territoire : la carte de Cassini (XVIIIe siècle), la carte d'état-major (1820-1866) et les cartes ou photos aériennes de l'IGN pour la période actuelle (1950 à aujourd'hui).

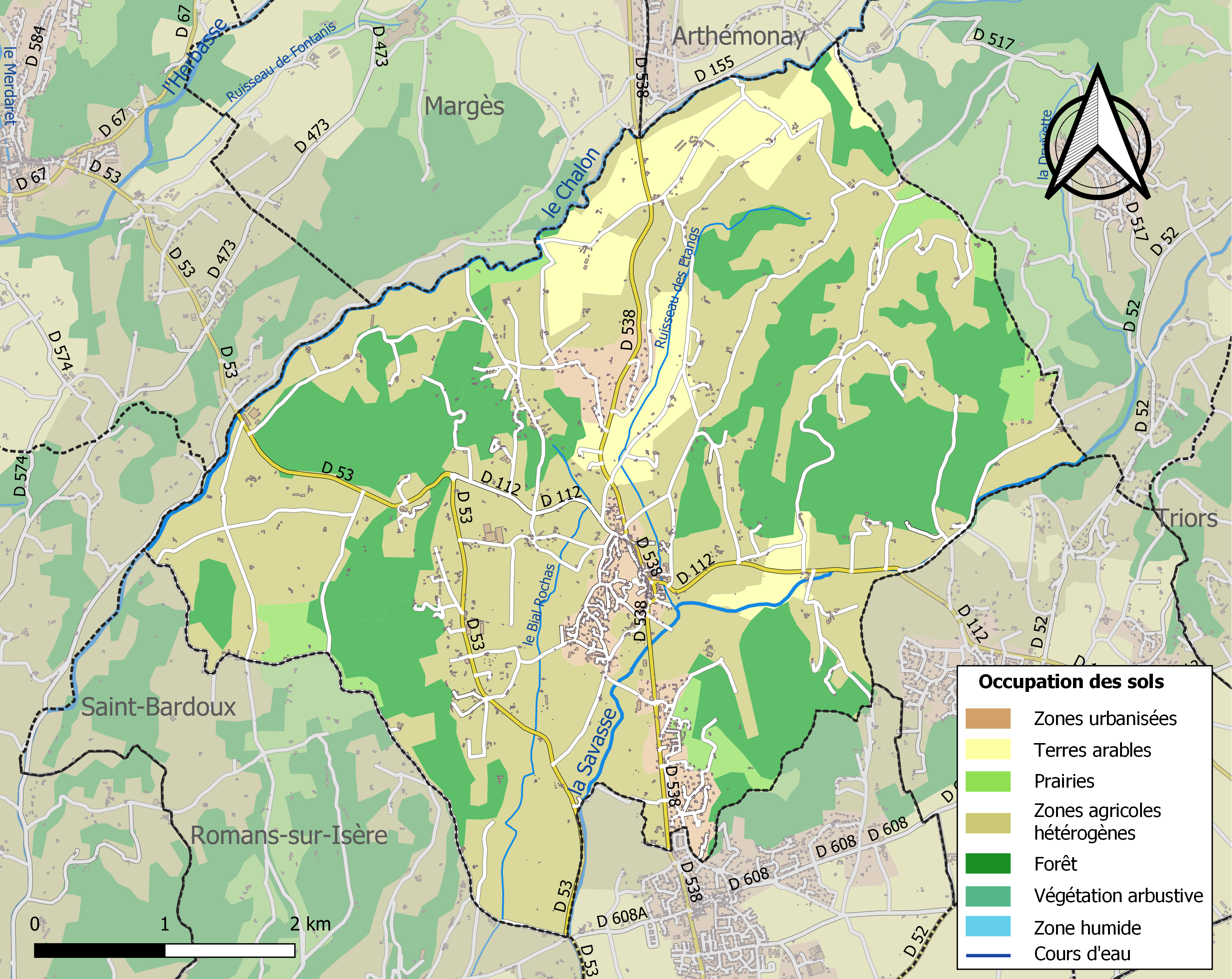
Carte des infrastructures et de l'occupation des sols de la commune en 2018 (CLC).

### Morphologie urbaine

#### Quartiers, hameaux et lieux-dits
Site Géoportail (carte IGN) :
- Balaise
- Belle Vue
- Bobinet
- Bois de Gaste
- Bois de l'Aumône
- Bois des Ussiaux
- Bois du Maupas
- Bois du Nouvel
- Bonissol
- Chabran et Garennes
- Chapelle Saint-Roch
- Charpenay
- Château Roux
- Condillac
- Cotte
- Croix de Ravel
- Fort
- Gaste
- Gâtelet
- Gigors
- Grenouillet
- la Gèle
- la Rivière
- la Savasse
- la Teipe
- la Teppe
- l'Aumône
- le Bois du Cheval
- le Plan
- les Babos
- les Balmattes
- les Blaches
- les Collères
- les Combes
- les Cordeliers
- les Crozes
- les Crozes
- les Ducs
- les Escoffiers
- les Étangs
- les Godards
- les Hayons
- les Liorettes (nord)
- les Liorettes (sud)
- les Médrus
- les Pies
- les Prés de Plan
- les Rages
- les Sables
- les Sables
- les Vieilles Vignes
- le Truchet
- le Val des Grillons
- Lussel
- Mas du Gout
- Michalet
- Mont Grenier
- Mortevieille
- Nivolets
- Pied de Peyrins
- Saint-Ange
- Sibeut
- Torrail

Anciens quartiers, hameaux et lieux-dits :
- Ambésieux est un quartier attesté[14] :

en 1464 : Ambeseuum (archives de la Drôme, E 2132) ;
en 1514 : Ambesieulx (archives de la Drôme, E 1855) ;
(non daté) : Dambésieux (plan cadastral) ;
en 1891 : Ambésieux.

### Voies de communication et transports
La commune est desservie par les routes départementales D 53, D 112 et D 538.

## Toponymie

### Attestations
Dictionnaire topographique du département de la Drôme :
- 1050 : Payrianum (cartulaire de Romans, 146).
- 1074 : mention du mandement : mandamentum Pariani (cartulaire de Romans, 62).
- 1100 : mention de la paroisse Saint-Martin et Saint-Julien : parrochia Sancti Martini et Sancti Juliani de Pairiano (cartulaire de Romans, 200).
- XIIe siècle : Payris (cartulaire des hospitaliers, 3).
- 1164 : mention de la paroisse : capella de Paira (cartulaire de Romans, 332).
- 1193 : Pairi (cartulaire de Léoncel, 50).
- 1231 : castrum de Parran (Gall. christ., XVI, 197).
- 1238 : Peyrinum (cartulaire de Romans, 382).
- 1247 : castrum de Payrano (cartulaire de Romans, 373).
- 1277 : Payrinum (inventaire des dauphins, 16).
- 1339 : mention de la cour de justice des dauphins : curia Payrini domini Dalphini Viennensis (pap. de Valfanjouse).
- XIVe siècle : mention de la paroisse : capella de Paurino (pouillé de Vienne).
- 1375 : mention de la châtellenie : castellania Payrini (choix de documents, 187).
- 1389 : mention du mandement : mandamentum de Peyrino (archives de la Drôme, E 3680).
- 1391 : mention du mandement : mandamentum Perini (archives de la Drôme, E 3680, p.j. 33).
- 1436 : Payrins (archives de la Drôme, E 3692).
- 1444 : Peyrinum (maladr. de Voley, 1577).
- 1471 : Peyrenum (maladr. de Voley, 6).
- 1521 : mention de la paroisse : ecclesia Peyrini (pouillé de Vienne).
- 1587 : Peyrins les Romans (Vie de Calignon, 464).
- 1630 : Perins (Vie de Calignon, 408).
- 1891 : Peyrins, commune du canton de Romans.

### Étymologie
Le toponyme dériverait d'un mot signifiant « pierre »[réf. nécessaire].

## Histoire
Pour un article plus général, voir Histoire de la Drôme.

### Du Moyen Âge à la Révolution
Le château et le mandement sont attestés en 1078, bien après les chevaliers de Pairiano.
La seigneurie :
- Au point de vue féodal, la terre (ou seigneurie) de Peyrins ne comprend pas Génissieux et Saint-Ange, mais seulement les paroisses de Mours et de Peyrins, plus une partie de la banlieue et des faubourgs de Romans et, avant 1658, une partie de la commune de Saint-Paul-lès-Romans.
- Possession des François de Royans.
- 1262 : la terre est hommagée aux dauphins.
- 1302 : elle est vendue aux dauphins qui y établissent une cour de justice pour leurs terres du Viennois-Valentinois. Elle remplace le bailliage de Saint-Marcellin.
- 1336 : les dauphins inféodent la seigneurie aux Archinjaud.
- Recouvrée par les dauphins.
- 1349 : elle est léguée à la couronne de France. La terre devient domaniale.
- 1521 : Peyrins et Génissieux sont engagées aux La Colombière qui s'éteignent, avant 1573, chez les Morges et les Bourchenu.
- 1593 : passent aux (du) Vache qui s'éteignent chez les Calignon.
- 1558 (1658 ?) : la terre est partagée entre les Coste et les Lionne.
- Les Lionne vendent leurs droits aux Chabrière. Ils se réservent la terre de Génissieux et une partie de celle de Saint-Paul-lès-Romans.
- Les Chabrières acquièrent les droits des Coste.
- Le tout passe (par mariage) aux Calignon.
- 1715 : le tout passe (par héritage) aux Chabrières, derniers seigneurs.

1114 : la commune s'engage à donner deux tiers de ses eaux à Romans, en échange d'une rétribution[réf. nécessaire].
1130 : le comte Guigues V d'Albon s'impose avant une bataille contre la ville de Romans[réf. nécessaire].
1302 : la famille de Royans vend au dauphin Jean II de Viennois le domaine de Peyrins. Il le léguera à son fils Humbert II de Viennois, avant de l'offrir en 1332 à Amblard de Beaumont[réf. nécessaire].
Vers 1340, à la suite de l'expulsion de l'archevêque de Vienne, la ville de Romans prend la défense de l'archevêque tandis que le village de Peyrins s'y oppose. S'ensuit une période de troubles entre les deux communes qui se conclut par le siège du Peyrins par les troupes de Romans[réf. nécessaire].
1450 : le roi Louis XI passe une journée au Château du Roux où il signe une exemption des droits de gabelles pour la ville de Romans qui détient de nombreux stocks de sel[réf. nécessaire].
1580 : le château du Roux est détruit[réf. nécessaire].
Avant 1658, le mandement de Peyrins avait la même étendue que la terre et seigneurie de ce nom, et il en était également ainsi de la châtellenie de Peyrins.
XVIIIe siècle : mention d'un péage.
Avant 1790, Peyrins était une communauté de l'élection et subdélégation de Romans et du bailliage de Saint-Marcellin.

Elle formait quatre paroisses du diocèse de Vienne : Génissieux, Mours, Peyrins et Saint-Ange.

La paroisse de Peyrins en particulier avait son église sous le vocable de Saint-Martin. Les dîmes appartenaient au chapitre de Romans qui présentait à la cure.

#### Saint-Eusèbe
Dictionnaire topographique du département de la Drôme :
- 1100 : ecclesia Sancti Eusebii de Parino (cartulaire de Romans, 172) ;
- 1514 : ad Sanctum Eusebium sive Osobulum (archives de la Drôme, E 1855) ;
- 1891 : Saint-Eusèbe, chapelle ruinée de la commune de Peyrins.

Cette chapelle dépendait du chapitre de Romans.

### De la Révolution à nos jours
En 1790, Peyrins devient le chef-lieu d'un canton du district de Romans, comprenant les municipalités de Geyssans et de Peyrins. La réorganisation de l'an VIII (1799-1800) en fait une simple commune du canton de Romans.
De 1841 à 1858, Charles de Sallmard, membre des dragons de la Garde impériale sous Louis XVIII et Charles X, écrit ses mémoires dans le village[réf. nécessaire].
1873 : Génissieux forme une commune distincte (26 juin 1873[réf. nécessaire]).
1880 : Mours forme une commune distincte (12 avril 1880).

## Politique et administration

### Liste des maires
| Période                                                                      | Période                      | Identité                                | Étiquette        | Qualité                                                             |
| ---------------------------------------------------------------------------- | ---------------------------- | --------------------------------------- | ---------------- | ------------------------------------------------------------------- |
| Les données manquantes sont à compléter. : de la Révolution au Second Empire |                              |                                         |                  |                                                                     |
| 1790                                                                         | 1793                         | ?                                       |                  |                                                                     |
| 1793 (21-09)                                                                 | 1798 (21-09)                 | (citoyen) Chaudier                      |                  |                                                                     |
| 1798 (21-09)                                                                 | 1807 (24-12)                 | (citoyen) Julhuit                       |                  |                                                                     |
| 1807 (24-12)                                                                 | 1816 (13-12)                 | Benoît Maisonneufre                     |                  | nommé par l'État (Premier Empire                                    |
| 1816 (13-12)                                                                 | 1830 (18-11)                 | François Juhliet                        |                  | nommé par l'État (Louis XVIII)                                      |
| 1830 (18-11)                                                                 | 1834 (18-12)                 | Claude Pain                             |                  | nommé par l'État (Louis Philippe)                                   |
| 1834 (18-12)                                                                 | 1844 (22-12)                 | Victor Barruyer                         |                  | nommé par l'État (Louis Philippe)                                   |
| 1844 (22-12)                                                                 | 1848 (16-04)                 | Jean Perriolat                          |                  | nommé par l'État (Louis Philippe)                                   |
| 1848 (16-04)                                                                 | 1852                         | Victor Barruyer                         |                  |                                                                     |
| 1852                                                                         | 1858                         | ?                                       |                  | note : un maire est chargé de la ville tous les six mois            |
| 1858 (28-07)                                                                 | 1865 (24-08)                 | Jean Ferlay                             |                  | nommé par l'État (Napoléon III)                                     |
| 1865 (24-08)                                                                 | 1870 (24-09)                 | Victor Barruyer                         |                  | nommé par l'État (Napoléon III                                      |
| 1870 (24-09)                                                                 | 1871                         | Victor Brichet                          |                  |                                                                     |
| Les données manquantes sont à compléter. : depuis la fin du Second Empire    |                              |                                         |                  |                                                                     |
| 1871                                                                         | 1873 (16-09)                 | Victor Brichet                          |                  | maire sortant                                                       |
| 1873 (16-09) (élection ?)                                                    | 1874                         | Pierre de Sallmard                      |                  | vicomte                                                             |
| 1874                                                                         | 1878                         | Pierre de Sallmard                      |                  | maire sortant                                                       |
| 1878                                                                         | 1880 (03-06)                 | Pierre de Sallmard                      |                  | maire sortant                                                       |
| 1880 (03-06) (élection ?)                                                    | 1884                         | Victor Rebattet                         |                  |                                                                     |
| 1884                                                                         | 1888                         | Victor Rebattet                         |                  | maire sortant                                                       |
| 1888                                                                         | 1890 (27-04)                 | Victor Rebattet                         |                  | maire sortant                                                       |
| 1890 (27-04) (élection ?)                                                    | 1892 (15-05)                 | Antoine Arthaud                         |                  |                                                                     |
| 1892 (15-05)                                                                 | 1896                         | Joseph Ogier                            |                  |                                                                     |
| 1896                                                                         | 1899 (30-04)                 | Joseph Ogier                            |                  | maire sortant                                                       |
| 1899 (30-04) (élection ?)                                                    | 1900                         | Elizée Bouzon                           |                  |                                                                     |
| 1900                                                                         | 1904                         | Elizée Bouzon                           |                  | maire sortant                                                       |
| 1904                                                                         | 1908 (23-08)                 | Elizée Bouzon                           |                  | maire sortant                                                       |
| 1908 (23-08)                                                                 | 1912                         | Auguste Barruyer                        |                  |                                                                     |
| 1912                                                                         | 1919 (10-10)                 | Auguste Barruyer                        |                  | maire sortant                                                       |
| 1919 (10-10)                                                                 | 1925 (17-05)                 | Jules Barruyer                          |                  |                                                                     |
| 1925 (17-05)                                                                 | 1929                         | Auguste Brunel                          |                  |                                                                     |
| 1929                                                                         | 1935 (19-05)                 | Auguste Brunel                          |                  | maire sortant                                                       |
| 1935 (19-05)                                                                 | 1943                         | Joseph Chabert                          |                  |                                                                     |
| 1943 (remplacement)                                                          | 1945 (20-05)                 | Adolphe Ruchon                          |                  | premier adjoint qui remplit les fonctions de maire durant la guerre |
| 1945 (20-05)                                                                 | 1947                         | Pierre Rivière                          |                  |                                                                     |
| 1947                                                                         | 1953 (13-05)                 | Pierre Rivière                          |                  | maire sortant                                                       |
| 1953 (13-05)                                                                 | 1959 (16-04)                 | Raymond Charra                          |                  |                                                                     |
| 1959 (16-04)                                                                 | 1965                         | Paul Grenier                            |                  |                                                                     |
| 1965                                                                         | 1971 (27-04)                 | Paul Grenier                            |                  | maire sortant                                                       |
| 1971 (27-04)                                                                 | 1973 (05-07)                 | Jean-Marie Dherbet                      |                  |                                                                     |
| 1973 (05-07) (élection ?)                                                    | 1977                         | Lucien Cotte                            |                  | premier adjoint de Jean-Marie Dherbet                               |
| 1977                                                                         | 1983                         | Lucien Cotte                            |                  | maire sortant                                                       |
| 1983                                                                         | 1989                         | Lucien Cotte                            |                  | maire sortant                                                       |
| 1989                                                                         | 1995                         | Lucien Cotte                            |                  | maire sortant                                                       |
| 1995                                                                         | 2001 (16-03)                 | Lucien Cotte                            |                  | maire sortant                                                       |
| 2001 (16-03)                                                                 | 2008                         | Alain Paret                             | LDIV             |                                                                     |
| 2008                                                                         | 2014 (30-03)                 | Alain Paret                             |                  | maire sortant                                                       |
| 2014 (30-03)                                                                 | 2020 (15-03)                 | Bernard Picot                           | DVG              | retraité                                                            |
| 2020 (15-03)                                                                 | En cours (au 5 janvier 2021) | Philippe Barneron,[source insuffisante] | (sans étiquette) |                                                                     |

## Population et société

### Démographie
L'évolution du nombre d'habitants est connue à travers les recensements de la population effectués dans la commune depuis 1793. Pour les communes de moins de 10 000 habitants, une enquête de recensement portant sur toute la population est réalisée tous les cinq ans, les populations de référence des années intermédiaires étant quant à elles estimées par interpolation ou extrapolation. Pour la commune, le premier recensement exhaustif entrant dans le cadre du nouveau dispositif a été réalisé en 2004.

En 2022, la commune comptait 2 630 habitants, en évolution de −6,14 % par rapport à 2016 (Drôme : +2,64 %, France hors Mayotte : +2,11 %).
| 1793  | 1800  | 1806  | 1821  | 1831  | 1836  | 1841  | 1846  | 1851  |
| ----- | ----- | ----- | ----- | ----- | ----- | ----- | ----- | ----- |
| 2 599 | 2 550 | 2 616 | 2 552 | 2 785 | 2 832 | 3 015 | 3 214 | 3 156 |

| 1856  | 1861  | 1866  | 1872  | 1876  | 1881  | 1886  | 1891  | 1896  |
| ----- | ----- | ----- | ----- | ----- | ----- | ----- | ----- | ----- |
| 2 970 | 3 041 | 3 012 | 2 892 | 2 054 | 1 540 | 1 546 | 1 530 | 1 437 |

| 1901  | 1906  | 1911  | 1921  | 1926  | 1931  | 1936  | 1946  | 1954  |
| ----- | ----- | ----- | ----- | ----- | ----- | ----- | ----- | ----- |
| 1 404 | 1 400 | 1 346 | 1 224 | 1 200 | 1 229 | 1 245 | 1 272 | 1 298 |

| 1962  | 1968  | 1975  | 1982  | 1990  | 1999  | 2004  | 2006  | 2009  |
| ----- | ----- | ----- | ----- | ----- | ----- | ----- | ----- | ----- |
| 1 286 | 1 302 | 1 652 | 1 882 | 2 055 | 2 309 | 2 447 | 2 468 | 2 415 |

| 2014  | 2019  | 2022  | - | - | - | - | - | - |
| ----- | ----- | ----- | - | - | - | - | - | - |
| 2 670 | 2 629 | 2 630 | - | - | - | - | - | - |

### Enseignement
La commune relève de l'académie de Grenoble.

### Manifestations culturelles et festivités
- Fête : le dimanche suivant le 15 août[17].

### Loisirs
- Randonnées : GR 422 - GRP Drôme des Collines[1].

### Vie associative
La commune possède de nombreuses associations :
- D'Gens ! T' de Peyrins (Association Théâtrale).
- A Livres Ouverts (Bibliothèque).
- A.C.C.A. de Peyrins (Développement durable en milieu rural, chasse et biodiversité).
- ABC Gym (Initiation à la gymnastique et compétitions inter-clubs).
- ADMR de Peyrins- Génissieux- Haute Herbasse (Aide à domicile , service de proximité).
- Bouge tes notes (Aide au développement de la musique : Musique, Chorales, Groupes musicaux).
- CLS de Peyrins (Organisation de loisirs à objectifs multiples, comité des fêtes).
- Club des sans soucis (Club de loisirs).
- Comité Génération·s Drôme des Collines (Comité local du parti politique GÉNÉRATION·S LE MOUVEMENT)
- Décawowo solidarité togo (Aide pédagogique et financière aux projets scolaires).
- École municipale de musique (Musique, Chorales, groupes musicaux).
- Evolus'on (Musique, Chorales, groupes musicaux).
- FNACA.
- Générations Futures (Discussion débats sur le futur et l'environnement).
- Graine de Cocagne (Insertion sociale et professionnelle et réinsertion professionnelle : entreprises d’insertion, associations intermédiaire).
- Graine de Présent (méditation).
- GYM Form (Club de gymnastique).
- Judo Peyrinois (club d'arts martiaux et sports de combats).
- Kevin's (Chorales, groupes musicaux).
- L'Art et la matière en Drôme des collines (Promotion des œuvres contemporaines et des lieux d'histoire).
- La Ruche, Familles rurales[28](Accueil de Loisirs Sans Hébergement Jeunesse 3/12 ans).
- Le Foyer des Hirondelles (Accueil de personnes en situation de Handicap).
- Petit Orchestre de Génissieux POG (jazz, musique, chorales, groupes musicaux).
- Peyrins Volley Ball (Club de Volley et Beach Volley).
- Société des œuvres laïques  (Association périscolaire et de parents d'élèves).
- Tennis Club Peyrinois (club de tennis).
- Union sportive peyrinoise Foot (club de football).

### Sports

#### Manifestations sportives
- Tournoi de Beach Volley : le 1er week-end de juillet[réf. nécessaire].
- Course à pied Peyrinissime : 1er dimanche d'octobre[réf. nécessaire].

### Médias
La population de la commune se situe dans l'aire de diffusion de plusieurs médias :
- Presse écrite
  - Le Dauphiné libéré, quotidien régional
  - L'Agriculture Drômoise, journal d'informations agricoles et rurales, couvre l'ensemble du département de la Drôme.
  - Drôme Hebdo (ancien Peuple Libre), hebdomadaire chrétien d'informations.
- Presse audio-visuelle
  - Ici Drôme Ardèche est une radio publique diffusée sur son territoire

## Économie

### Agriculture
En 1992 : céréales, fruits, ovins, caprins.
- Coopérative d'élevage[17].
- Foire : le deuxième jeudi d'avril[17].

### Commerce
- Foire des artisans et des commerçants : fin avril[réf. nécessaire].
- Marché de Noël des écoles : fin novembre - début décembre[réf. nécessaire].

### Industrie
La commune possède une carrière.

## Culture locale et patrimoine

### Lieux et monuments
- Motte castrale installée sur une colline de grès[réf. nécessaire].
- Château de Peyrins[17].

Châteauroux : vestiges du château médiéval dominant le village[réf. nécessaire].
- Chapelle romane Saint-Ange (XIIe siècle) : chevet pentagonal[17], sur la colline du hameau de Saint-Ange, classée aux Monuments Historiques[réf. nécessaire].
- Château du Gâtelet : ancienne maison forte[17] (XVIIe siècle), à la sortie du village en direction de Margès (propriété privée)[réf. nécessaire].
- Château de Sallemard : offert à Soffrey de Calignon[29] par Henri IV en 1606 pour sa participation à l'élaboration de l'Édit de Nantes en 1598 (propriété privée)[réf. nécessaire].
- La Mèche : maison forte du XVIIe siècle[réf. nécessaire].
- Chapelle du cimetière[17].
- Chapelle Saint-Roch sur la route de Margès[réf. nécessaire].
- Oratoire[17].
- Église Saint-Martin de Peyrins (XIXe siècle)[17].

### Patrimoine naturel
- Bois de Lusset[17].
- Nombreuses grottes et caves[1].
- Étangs de Bellevue (pêche, sentier de promenade).

### Personnalités liées à la commune
- Charles de Sallmard : dragon de l'empire, ayant par la suite servi sous Louis XVIII et Charles X[30],[31].
- Henri Doublier (1926-2004) : comédien, décorateur, chef de compagnie. Il est inhumé à Peyrins.
- Nathalie Arthaud (née en 1970 à Peyrins) : porte-parole de Lutte ouvrière, candidate à l'élection présidentielle française de 2012, à l'élection présidentielle française de 2017[32] et à l'élection présidentielle française de 2022.

### Héraldique, logotype et devise
| Blason de Peyrins | Blason  | D'argent à trois fasces ondées, à un dauphin, posé en pal, la queue tournée à senestre et duquel jaillit de la bouche un jet d'eau, le tout d'azur ; au chef de gueules à une chèvre saillante et issante d'or. |
| Blason de Peyrins | Détails | Le statut officiel du blason reste à déterminer. |